# Pusté Úľany
Pusté Úľany (maďarsky Pusztafödémes) jsou obec v okrese Galanta na Slovensku. Žije zde přibližně 1 800 obyvatel.

## Historie
První písemná zmínka o obci pochází z roku 1221, z listiny krále Ondřeje II., ve které byla uvedena jako Fydimis. Později byla uváděna jako Nemetfeldemes, Ofedemes, Nemetfeldemes, v roce 1808 jako Pustá Fedýmeš, od roku 1920 název obce zněl Pustý Fedýmeš a od roku 1948 Pusté Úľany.
Ke zdejším rodákům patřil československý fotbalový reprezentant Titus Buberník, držitel stříbrné medaile z mistrovství světa 1962 v Chile.

## Pamětihodnosti
V obci se nachází římskokatolický kostel sv. Ladislava z roku 1714 a evangelický kostel z roku 1630.

## Příroda
Území obce je součástí chráněného ptačího území v soustavě Natura 2000 Úľanská mokraď.

## Doprava
Pusté Úľany leží na silnici III/1334, která spojuje Veľký Grob a Sládkovičovo. Na železniční trati Bratislava–Štúrovo je zastávka Pusté Úľany, která je vzdálena 3,5 km od centra obce.